# Socket 940
Le Socket 940 est un socket à 940 broches pour les processeurs de serveurs AMD 64 bits. Le socket est de forme carrée et presque entièrement couvert avec des fils, sans trou au milieu. Il y a quatre emplacements sur le socket qui n'ont pas de fils, et sont utilisées pour aligner le processeur correctement. Les AMD Opterons et les plus vieux AMD Athlon 64 FX (FX-51) utilisent le Socket 940. Étant une plateforme prévue pour les serveurs, les processeurs utilisant ce socket acceptent uniquement la mémoire vive à registres, dont le taux d'erreur est plus faible qu'une mémoire classique, car les serveurs et les stations de travail requièrent des taux d'erreur bien plus faible que les ordinateurs personnels. Les cartes mères dual Socket 940 existent également, permettant l'utilisation de deux Opterons de la série 200. On trouve aussi des cartes mères avec quatre ou huit sockets 940. La plateforme Socket 940 est destinée à une utilisation professionnelle.

## Contexte
Les sockets AMD par ordre chronologique :
- Socket A
- Socket 754
- Socket 939
- Socket 940
- Socket AM2
- Socket F
- Socket F+
- Socket AM2+
- Socket AM3
- Socket AM3+